# Club Muntanyenc de Terrassa
Club Muntanyenc de Terrassa (CMT) és un club de muntanyisme de Terrassa.
Des que es va fundar el 1948, s'ha ocupat de la pràctica de tot tipus d'activitats relacionades amb la muntanya. Està integrat per diverses seccions, entre les quals es troben la secció d'espeleologia, denominada Grup d'Exploracions Subterrànies (GES), i la d'escalada i alpinisme, de nom Grup d'Escalada i Muntanya (GEIM). Des del CMT també es practica el senderisme, l'esquí i l'excursionisme amb raquetes de neu. A més, ofereix cursos d'espeleologia. I des del 1982 organitza la ja tradicional "Pujada a la Mola".
L’any 1978 un grup dels seus socis amb el recolzament administratiu del club van organitzar la primera expedició egarenca al Himàlaia, al massís del Kanchenjunga, situada en el temps, aquesta expedició va representar per Terrassa una gran innovació en el com s'entenia l’alpinisme, destronant el Centre Excursionista de Terrassa entitat molt més potent.ref AL VENT Nos 1,9,12, També va sortir al DIARI TERRASSA 22-2-1978